# Евангелие от Иисуса
«Евангелие от Иисуса» — роман Жозе Сарамаго. Роман рассказывает о жизни Иисуса Христа как о жизни обычного человека. Особое внимание уделено деталям, которых нет в традиционных Евангелиях — семье Марии и Иосифа, юности Иисуса. В романе раскрываются прежде всего человеческие качества Иисуса, его «земная» сторона. Произведение критиковалось Ватиканом и католическим населением Португалии. Считается, что именно за этот роман Сарамаго был удостоен Нобелевской премии по литературе (1998).

## Сюжет
Роман начинается с описания жизни Иосифа и Марии. Далее рассказывается о появлении их первого сына — Иисуса. Жизнь героев такая же как у обычных людей, однако время от времени в неё вмешиваются высшие силы. После смерти отца Иисус узнает о некоторых поступках из его прошлого, что заставляет Иисуса покинуть дом. Следующие 4 года Иисус работает помощником пастуха, или, как тот сам себя называет, Пастыря (образ дьявола). В конце четырёхлетнего срока Иисусу в пустыне является Бог, намекающий на его особое будущее. После этого Иисус отправляется домой. В небольшом городке Магдале Иисус встречает Марию Магдалину, которая будет ему как жена до конца его дней. В это же время проявляются первые чудодейственные способности — Иисусу удается указывать рыбакам на места, богатые рыбой. Однако семья не верит Иисусу, и тот вместе с Марией Магдалиной уходит к морю. Тут он продолжает помогать рыбакам, а также совершает и другие чудеса — превращает воду в вино, усмиряет шторм. В один из дней Иисус отправляется в море, и на его лодке появляются Бог и Дьявол. Бог рассказывает о предназначенной Иисусу судьбе, и о будущем христианской церкви. Вернувшись на берег, Иисус собирает учеников и идет проповедовать. Мысль о тех мучениях, которые испытают ради него и из-за него в будущем, гнетет Иисуса, и он решает попасть на крест не как сын Божий, а как «Царь Иудейский». Но только на кресте Иисус осознает, что таким и был замысел Бога…

## Персонажи

### Иосиф
Плотник, родившийся в Вифлееме, но живущий в Назарете. Узнав о переписи населения, отправляется вместе с беременной женой в Вифлеем. Там семья селится в пещере, а Иосиф находит работу в Иерусалиме, на строительстве храма. Однажды, возвращаясь с работы, Иосиф слышит разговор двух воинов, которые собираются отправиться в Вифлеем, чтобы по приказу царя Ирода зарезать всех младенцев до двух лет. Он тут же спешит к Марии и Иисусу, чтобы немедленно бежать в Назарет. Однако стражники слишком быстро прибывают в город, и семье приходится прятаться в пещере. В первую же ночь после избиения младенцев Иосиф видит сон, в котором он римский воин, едущий в Вифлеем, где должен убить собственного сына. Этот кошмар будет мучить его каждую ночь на протяжении всей жизни. Вернувшись в Назарет, Иосиф возвращается к прежней жизни.
Тем временем война между повстанцами и римлянами усиливается. И однажды к Иосифу приходит его сосед, Анания, с просьбой присмотреть за домом, а сам отправляется к мятежникам. Через некоторое время Иосиф узнает, что раненый Анания находится в соседнем городе Сепфорисе. Иосиф тут же отправляется туда, чтобы помочь ему. Он находит раненого Ананию и остается ночевать в Сепфорисе. Наутро Анания умирает, а Иосифа хватают стражники. Иосиф пытается объяснить, что он не мятежник, но все-таки его приговаривают к казни. Иосифа, которому на тот момент 33 года, распинают на кресте.

### Иисус
Иисус был обычным ребёнком и ничем не выделялся на фоне своих братьев и сестер. Переломным моментом в его жизни стала казнь отца. Вместе с матерью он находит тело отца в Сепфорисе и забирает отцовские сандалии, которые станут символом его взросления. В первую же ночь после этого Иисуса начинают мучить кошмары. Оказывается, ему снится тот же сон, что снился Иосифу, но уже не от лица римского воина, а от лица невинного Вифлеемского младенца. Иисус вынуждает мать рассказать ему об этом эпизоде. Узнав обо всем, он решает, что вина за убитых младенцев лежит на его отце. Расстроенный юноша покидает дом и направляется в Вифлеем. Добравшись до города, он случайно встречает Саломею — невольницу, которая присутствовала при его рождении. Она отводит его в пещеру, где когда-то жили Мария и Иосиф. Иисус остается там ночевать, а утром встречает Пастыря со стадом овец и нанимается к нему на работу. Религиозного Иисуса удивляет, что Пастырь никогда не возносит хвалу Богу, по этому поводу у них часто возникают споры. На праздник Пасхи Иисус решает отправиться в Иерусалим. Пастырь предлагает ему выбрать ягнёнка для жертвы, но Иисус отказывается со словами: «Не поведу на смерть того, кого растил». По пути ему улыбается удача — встреченный по дороге патриарх дарит ему ягненка. Жалость к ягненку оказывается сильнее религиозных чувств, и Иисус решает не приносить его в жертву, а присоединить к стаду Пастыря. На выходе из города его замечает Мария с детьми, тоже пришедшая на праздник Пасхи. Они начинают разговор, в котором мать сообщает Иисусу, что скорее всего Пастырь — это сам дьявол. Иисус возвращается к стаду, после чего Пастырь помечает его овцу разрезом на ухе. Спустя 3 года во время одного из переходов пастухи замечают потерю той самой «помеченной» овцы. Иисус отправляется в пустыню на поиски. В пустыне ему является Бог, который сообщает, что после даст Иисусу власть и славу.